# Michael Morse (Freestyle-Skier)
Michael Morse (* 2. April 1981 in Boston) ist ein ehemaliger US-amerikanischer Freestyle-Skier. Er war auf die Disziplinen Moguls und Dual Moguls (Buckelpiste) spezialisiert.

## Werdegang
Morse nahm im Januar 1997 in Lake Placid erstmals am Nor-Am-Cup teil und startete dort erstmals im Januar 2005 im Freestyle-Skiing-Weltcup, wobei er den 38. Platz im Moguls errang. Dort erreichte er im Januar 2006 mit dem vierten Platz im Moguls seine erste Top-Zehn-Platzierung im Weltcup. Im März 2008 siegte er bei den US-amerikanischen Meisterschaften im Dual Moguls sowie im Moguls. In der Saison 2008/09 kam er bei neun Teilnahmen im Weltcup sechsmal unter die ersten zehn. Dabei erreichte er in Voss mit dem dritten Platz im Moguls seine einzige Podestplatzierung im Weltcup und zum Saisonende mit dem 21. Platz im Gesamtweltcup sowie den siebten Rang im Moguls-Weltcup seine besten Gesamtergebnisse. Beim Saisonhöhepunkt, den Weltmeisterschaften in Inawashiro, belegte er den 26. Platz im Dual Moguls und den 18. Rang im Moguls. In der Saison 2009/10 wurde er mit fünf Top-Zehn-Platzierungen Zehnter im Moguls-Weltcup und absolvierte in der Sierra Nevada seinen 32. und damit letzten Weltcup, welchen er auf dem 35. Platz im Moguls beendete. Bei den Olympischen Winterspielen 2010 in Vancouver kam er auf den 15. Platz.

## Erfolge

### Olympische Spiele
- 2010 Vancouver: 15. Platz Moguls

### Weltmeisterschaften
- 2009 Inawashiro: 18. Platz Moguls, 26. Platz Dual Moguls

### Weltcupwertungen
| Saison  | Gesamt | Gesamt | Moguls | Moguls |
| Saison  | Platz  | Punkte | Platz  | Punkte |
| ------- | ------ | ------ | ------ | ------ |
| 2004/05 | 120.   | 3      | 42.    | 32     |
| 2005/06 | 103.   | 7      | 31.    | 74     |
| 2006/07 | 141.   | 1      | 45.    | 14     |
| 2007/08 | 131.   | 4      | 38.    | 41     |
| 2008/09 | 21.    | 30     | 7.     | 272    |
| 2009/10 | 29.    | 24     | 10.    | 238    |

### Weitere Erfolge
- 8 Podestplätze, davon 1 Sieg im Nor-Am-Cup
- 2 US-amerikanische Meistertitel (2008 Moguls, Dual Moguls)